# Alles-oder-nichts-Gesetz
Das Alles-oder-nichts-Gesetz bezeichnet das Phänomen, dass eine Reaktion auf einen Reiz entweder vollständig oder überhaupt nicht ausgelöst wird. Es gibt also einen Schwellenwert, der überschritten werden muss, um die Reaktion auszulösen. An dem Parameter Stärke der Reaktion ist keine Abstufung (Differenzierung) zu beobachten, denn die Reaktion auf den Reiz erfolgt immer mit maximaler Stärke. Wie stark der Reiz schlussendlich war, kann man nur an der Frequenzierung der Reaktionskurve erkennen.

## Begründung mit Beispiel
Erregbare Zellen (z. B. Nervenzellen, Herzzellen) kommunizieren über sogenannte Aktionspotenziale (Teile der elektrischen Erregung einer Nervenzelle). Um ein Aktionspotenzial auszulösen, und eine Erregungsübertragung entlang der Nervenzelle zu erreichen, muss lediglich ein kritisches Schwellenpotenzial von 15–20 mV überschritten werden, wobei die Intensität der Reizstärke uninteressant ist, denn diese wird nur durch die Anzahl der Aktionspotenziale bestimmt. Je mehr Aktionspotenziale einer Nervenzelle in einer definierten Zeitspanne ausgelöst werden, desto stärker ist auch der Reiz, der ab einer bestimmten Summation die Entladung eines partiellen Bereichs auslöst.
Die weitere Depolarisation läuft von da an selbständig und sehr rasch ab. Man spricht von einer uniformen und maximalen Antwort im Sinne einer fortgeleiteten Erregung.
Unterschwellige Signale können durch Rauschen verstärkt werden und ein Aktionspotenzial auslösen. Dieses Phänomen wird als stochastische Resonanz bezeichnet.